# Tłucznia
Tłucznia (niem. do 1918 r. Heidewalke) – osada leśna w Polsce położona w województwie wielkopolskim, w powiecie leszczyńskim, w gminie Włoszakowice, na obszarze Przemęckiego Parku Krajobrazowego. W kierunku północnym od leśniczówki znajduje się jezioro Zapowiednik. 
W latach 1975–1998 miejscowość administracyjnie należała do województwa leszczyńskiego.